# الكلم الطيب
الكلم الطيب كتاب جمع فيه ابن تيمية عدة أحاديث نبوية عن الأذكار التي يقولها المسلم في يومه في مختلف الأمور وابتدأ الكتاب بمقدمة عن الحض على الذكر وأهميته.